# Si j'étais chef de gare
 (novembre 2021).
Si j'étais chef de gare est une chanson française, d'une durée de 2 min 51 s, créée en 1929 par Raoul Moretti (musique) et André Barde (paroles) pour l'opérette en 3 actes Kadubec. 

## Caractéristiques
La chanson est ambivalente : sur la forme, elle est un air d'opérette, gai et entraînant. 
Cependant, sur le fond, elle est chantée par un homme qui explique aux auditeurs ce qu'il ferait s'il était chef de gare : après avoir constaté des dysfonctionnements ferroviaires (« Tout l’monde sait ça, ça n’va guère, ça n’va pas, sur la ligne de l’Ouest ; tout l’monde sait ça, ça n’va guère, ça n’va pas sur l’réseau d’l’État »), il userait de son autorité naturelle (« je ferais "fuit fuit", tout marcherait au pas »), les locomotives rouleraient vite, les voyages seraient agréables et les voyageurs seraient enchantés. En effet les lignes du réseau déficitaire de la Compagnie des chemins de fer de l'Ouest racheté en 1909 par l'État étaient restées en mauvais état après une longue période de sous-investissement et avant la nomination en 1928 de Raoul Dautry à sa tête.
Toutefois la chanson a un double-sens paillard : la gare dont il est question peut faire référence à une maison close (« le matériel, ça c'est officiel, vous envoie au Ciel »), les locomotives évoquent les prostituées, y compris les prostituées vierges (« elle vous dit qu’elle est vierge pardi, la voie est fermée au public, il y a du retard dans l’trafic, au bon moment on entre rarement dans le compartiment » ; « elle aurait beau être chaste, je la mettrais à loisir sur la voie de ballast, où c’qu’est l’train d’plaisir ! »), qui contente tous les clients (« tous les wagons sont omnibus »), le chanteur ressemblant à un maquereau faisant trimer ses esclaves sexuelles (« je crierais faut qu’on s’active », « je ferais fuit fuit, la ligne est ouverte par là, je ferais fuit fuit, sans qu’elle ait le temps d’dire "papa" ») au bénéfice de ses clients qui seraient fort satisfaits des services sexuels prodigués.
Dans la chanson, l'expression « relâchement dans la République » peut s'entendre comme « relâchement dans la raie publique ».
L'ambivalence et le double-sens de la chanson en font une chanson humoristique.
La chanson est, de nos jours, libre de droits.

## Interprètes
La chanson a été principalement interprétée par Georges Milton, ainsi que par Émile Vacher et Henri Alibert.

## Réédition musicale contemporaine
La chanson a été éditée en CD-audio dans l'« Anthologie de l'Opérette - 100 succès », CD n°3 (1927-1934), piste 10, productions Forlane, ADD797 et UMIP France 1999.

## Source
- Encyclopédie multimédia de la comédie musicale, théâtrale, en France, 1918-1944 : http://comedie-musicale.jgana.fr (2014-11-24)